# 杉浦嘉十
杉浦 嘉十（すぎうら かじゅう、1896年（明治29年）5月5日 - 1945年（昭和20年）5月16日）は、日本の海軍軍人。最終階級は海軍中将。

## 経歴
愛知県出身。1918年（大正7年）11月、海軍兵学校（46期）を卒業し、翌年8月、海軍少尉に任官し「扶桑」乗組となる。海軍水雷学校高等科で学び、「第17号駆逐艦（夕凪 [II]）」水雷長兼分隊長、水雷学校教官兼分隊長などを経て、1930年（昭和5年）11月、海軍大学校（甲種28期）を卒業した。
1930年12月、海軍少佐に昇進し「蓼」駆逐艦長に就任。「卯月」駆逐艦長を経て、1933年（昭和8年）11月から翌年11月まで、水雷学校教官のほか、海軍砲術学校・横須賀海軍航空隊・「春日」・海軍通信学校・海軍航海学校の各教官を兼務した。1934年（昭和9年）11月、第1水雷戦隊司令部付となり、同戦隊参謀を経て、1935年（昭和10年）11月、海軍中佐に進級し第2水雷戦隊参謀に就任。
1936年（昭和11年）12月、海軍省教育局員となり、1938年（昭和13年）6月より再び、水雷学校教官のほか、砲術学校・通信学校・航海学校・横須賀航空隊・陸軍重砲兵学校の各教官を兼務した。1939年（昭和14年）10月、第5駆逐隊司令となり、次いで第二遣支艦隊参謀に異動。1940年（昭和15年）11月、海軍大佐に昇進し横須賀鎮守府付となる。翌月、第十七駆逐隊司令に就任し太平洋戦争を迎えた。
1942年（昭和17年）4月、水雷学校教頭に就任し、第四駆逐隊司令、横須賀鎮守府付を経て、1943年（昭和18年）12月、最後の「羽黒」艦長となった。1945年（昭和20年）5月1日、海軍少将に進級。同月16日、ペナン沖海戦で「羽黒」は沈没し、杉浦は戦死した。没後、海軍中将に進んだ。

## 栄典
- 1919年（大正8年）9月10日 - 正八位[1]